# Диссельдорф, Иоган Готфрид фон
Иоган Готфрид фон Диссельдорф (нем. Johann Gottfried von Diesseldorf; 15 ноября 1668, Гданьск — 29 июля 1745, Гданьск) — учёный, бургомистр и бургграф Данцига, педагог, профессор, доктор наук.

## Биография
Родился в семье купца. Получил прекрасное образование в академических гимназиях в Торуне и Данциге, обучался в немецких университетах Лейпцига, университете Виадрина во Франкфурте-на-Одере и Нидерландов.
В 1693 стал доктором наук в Лейпцигском университете, затем преподавал в местном университете.
Позже — профессор в Академической гимназии в родном городе.
В 1700 был выбран лавником, в 1707 году — райцем (советником) и с 1720 — бургомистром Данцига.
В 1714, 1717, 1722, 1727 1730 и 1740 был королевским бургграфом Данцига.